# تدقيق الطاقة

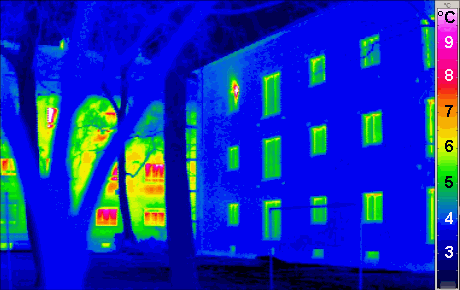

تدقيق الطاقة (بالإنجليزية: Energy audit)‏، هو جرد وتسجيل وصفي لجميع الخصائص والميزات التي تؤثر على استخدام الطاقة في المبنى. وعلى سبيل المثال وليس الحصر؛ فإن هذا يشمل جميع أوصاف مكونات البناء وجميع أوصاف كل المعدات والأجهزة التي تستخدم الطاقة وأوصاف كافة خصائص الطاقة المستخدمة. في مجال العقارات التجارية والصناعية، يعتبر تدقيق الطاقة الخطوة الأولى في تحديد الفرص المتاحة للحد من نفقات الطاقة وآثار الكربون.